# Cis lobipes
Cis lobipes es una especie de coleóptero de la familia Ciidae.

## Distribución geográfica
Habita en Nueva Zelanda.